# Bohdan Wróblewski (ilustrator)

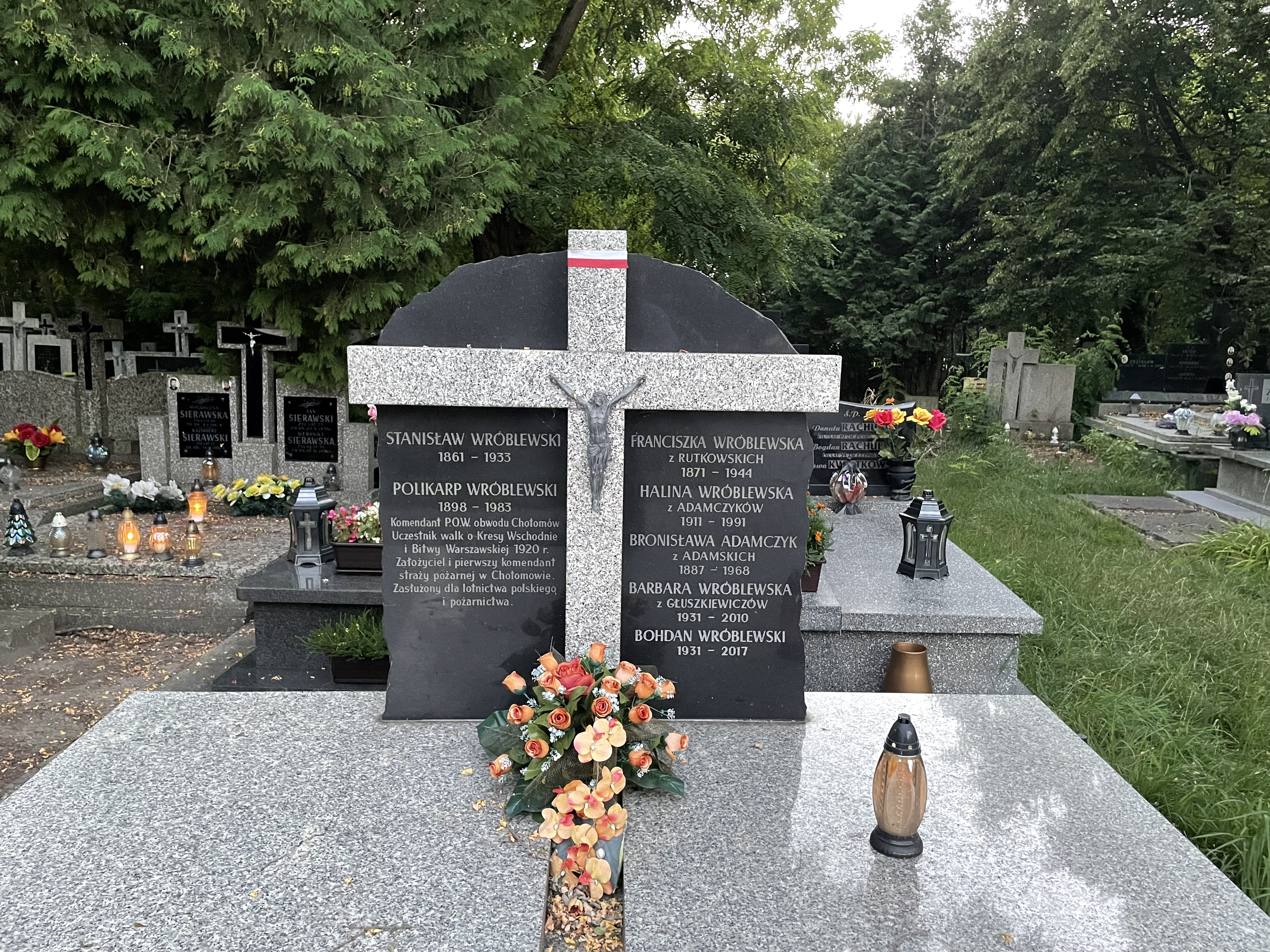
Grób rodziny Wróblewskich (2022)

Bohdan Jerzy Wróblewski (ur. 8 czerwca 1931 w Warszawie, zm. 31 maja 2017 tamże) – polski grafik, ilustrator, reżyser zdjęć reklamowych.

## Życiorys
Syn Haliny oraz Polikarpa Wróblewskich. Brat Andrzeja Jana Wróblewskiego. W 1957 obronił dyplom w pracowni mistrza polskiej ilustracji Jana Marcina Szancera na Akademii Sztuk Pięknych w Warszawie. Zajmował się grafiką użytkową. Rysował z niezwykłą precyzją, wyłącznie ręcznie, przy użyciu gwaszy i tuszu. Był autorem ilustracji prezentujących historię rozwoju techniki, w szczególności lotnictwa wojskowego i cywilnego, automobilizmu, kolejnictwa, prezentowanych w leksykonach i encyklopediach. Był autorem ilustracji do książek dla dzieci i młodzieży. Opublikował kilka autorskich albumów, np. Jaki znak twój? – Orzeł biały o ikonografii związanej z godłem Polski i z historią polskiej wojskowości.
Współpracował z redakcjami czasopism satyrycznych, specjalistycznych i dziecięcych, m.in.: „Przekrój”, „Motor”, „Skrzydlata Polska”, „Szpilki”, „Płomyczek”, „Świerszczyk”. Był prekursorem polskiej fotografii i grafiki reklamowej. Projektował i reżyserował zdjęcia reklamowe w latach 70. i 80. XX wieku, na potrzeby zagranicznych kampanii reklamowych takich marek jak np. Polskie Linie Lotnicze LOT, czy Polski Fiat. Był autorem w Polsce opakowań czekolad dla Fabryki Wyrobów Czekoladowych E. Wedel, kilku serii znaczków pocztowych dla Poczty Polskiej. Był prekursorem projektowania modelarskiego i konstruowania figurek z papieru do własnego montażu. Był ceniony jako gawędziarz.
W 2002 został odznaczony Srebrnym Krzyżem Zasługi.
Zmarł 31 maja 2017. Został pochowany na cmentarzu parafialnym w Chotomowie.

## Wybrana twórczość

### Publikacje
- Jaki znak twój? Orzeł biały, wyd. ZP Grupa, 2007, ISBN 978-83-926606-4-4

### Ilustracje i opracowania graficzne książek
- Tadek Niejadek, aut. Wanda Chotomska, wyd. Biuro Wydawnicze „Ruch”, 1960
- Mój czerwony latawiec, aut. Alois Mikulka, wyd. Nasza Księgarnia, 1966, PB 1966/7814
- O piracie Rum-Barbari i o czymś jeszcze, aut. Adam Bahdaj, wyd. Biuro Wydawnicze „Ruch”, 1971, PB 1971/4041
- Okulary, aut. Julian Tuwim, wyd. Nasza Księgarnia, 1979, ISBN 83-10-07728-9
- Wolny mustang, aut. Ernest Thompson Seton, wyd. Egross, 1992, PB 1992/6765
- Air Force Uniforms • Canada, United States of America, aut. Andrzej Gałązka, il. Piotr Głowacki – naszywki i odznaki, Bohdan Wróblewski – mundury, wyd. Bellona, 1996, ISBN 83-11-08428-9
- Od A do Z, aut. Janusz Minkiewicz, wyd. Wydawnictwo Dwie Siostry, 2009, ISBN 978-83-60850-96-1
- Praga gada • O pokoju, opr. red. Przemysław J. Olszewski, wyd. Fundacja Animacja, 2014, ISBN 978-83-64293-01-6
- Smoki • 5 modeli papierowych Bohdana Wróblewskiego, tekst: Przemysław J. Olszewski, wyd. Wydawnictwo Znakomite, 2015, ISBN 978-83-942600-3-3

### Znaczki pocztowe
- Wojna Obronna 1939 (seria) oraz koperty FDC, 1987–1989 – wspólnie z Alojzym Balcerzakiem
- Ważki polskie (seria) oraz koperty FDC, 1988